# قاضی‌پور (برگونه)
قاضی‌پور (به لاتین: Gazipur) یک منطقهٔ مسکونی در بنگلادش است که در ناحیه برگونه واقع شده‌است.